# Чернокрак, Николай Петрович
Никола́й Петро́вич Чернокра́к (фр. Nicolas Cernokrak, серб. Николај Црнокрак; 26 марта 1951, Бенковац, Социалистическая Республика Хорватия, Социалистическая Федеративная Республика Югославия) — протоиерей Арихиепископии западноевропейских приходов русской традиции Московского патриархата. Профессор и декан Парижского Свято-Сергиевского православного богословского института.

## Биография
Родился 26 марта 1951 года в Бенковаце (Хорватия) в сербской семье.
В 1967—1972 годах учился в семинарии Трёх Святителей в монастыре Крка (Хорватия), которую окончил с отличием; затем на богословском факультете Белградского университета (Сербия).
С 1973 года по 1978 год учился в Свято-Сергиевском православном богословском институте в Париже. Был стипендиатом французского правительства, с 1978 по 1981 год учился в докторантуре. В течение этих лет работал в Свято-Сергиевском богословском институте и в Парижском католическом институте. В 1980 году защитил докторскую диссертацию «Об учении Оригена и Дионисия Ареопагита» в Высшей школе социальных наук.
С 1981 года преподавал Новый Завет в Свято-Сергиевском богословском институте в Париже. Стал профессором этого института.
В 1982—1983 учебном году изучал греческий язык (классический и современный) на философском факультете Афинского университета.
В 1984—1994 годах — инспектор Свято-Сергиевского богословского института.
Женился на Екатерине Михайловне Иванжиной. 2 марта 1985 года епископом Георгием (Вагнером) рукоположен во диакона, а 17 марта — во священника для прихода Святого Сергия Радонежского в Париже.
25 ноября того года был временно назначен настоятелем Николаевского храма в Риме, который незадолго до того перешёл в юрисдикцию Архиепископии православных русских церквей в Западной Европе из Русской зарубежной церкви. В 1986 году был возведён в сан протоиерея. Пробыл в должности настоятеля Свято-Николаевского храма до февраля 1987 года.
С 1991 года — профессор в Института высших экуменических исследований (фр. Institut supérieur d’études oecuméniques).
С 1992 по 2001 год служил настоятелем прихода святого Мартина в Туре.
3 ноября 1994 года назначен настоятелем церкви преподобного Серафима Саровского в Париже в юрисдикции Архиепископии православных русских церквей в Западной Европе. Открыл при приходе библейский кружок.
В 1994—2007 годы — заведовал заочным обучением в Свято-Сергиевском богословском институте
С 1998 года — член епархиального совета архиепископии.
14 декабря 2007 года профессорско-преподавательской корпорацией Свято-Сергиевского православного института в Париже избран деканом института. Занимал эту должность до 1 сентября 2012 года.
С 2011 года также преподавал в духовной семинарии Московского патриархата (с 2015 года — Духовно-образовательный центр имени преподобной Женевьевы Парижской) в городе Эпине-су-Сенар. Он отметил, что «между двумя учебными заведениями нет конкуренции, но есть взаимное обогащение. Я сам преподаю Новый Завет в семинарии. Нынешний ректор, иеромонах Александр (Синяков), — мой бывший ученик».
27 июня 2014 года вновь избран деканом на трёхлетний срок (с 1 сентября 2014 года по 31 августа 2017 года).
3—4 ноября 2019 года в Москве принимал участие в мероприятиях, посвящённых восстановлению единства Архиепископии западноевропейских приходов русской традиции с Русской православной церковью.
26 декабря 2019 года решением Священного Синода Русской православной церкви включён в состав Межсоборного присутствия с включением в комиссию по богословию и богословскому образованию.
10 июня 2020 года переизбран деканом Свято-Сергиевского института. В своём слове он объявил о возвращении в этом году института на Сергиевский Холм, историческое место основания института. В студенческом общежитии могут разместиться студенты, которые смогут принять участие в академической и литургической жизни. Также он отметил успешное применение технологий удалённого обучения.
С 8 декабря 2020 года является членом комиссии Межсоборного присутствия по богословию и богословскому образованию.
1 июля 2021 года ушёл в отставку с поста декана Свято-Сергиевского института после одиннадцати лет деканства и 38 лет преподавания.

## Публикации
статьи
- «La notion de la sanctification d’apres les ecrits ascetiques des IVe et Ve siecles» // La pensee orthodoxe, travaux de l’Institut de theologie orthodoxe Saint-Serge, ed. L’Age d’Homme, Paris, 1987.
- «L’Eglise apostolique, Constantinople et la diaspora» // Foi et Vie, Rome, 1990, n° 3-4.
- «La Tradition et la Parole de Dieu» // La Pensee orthodoxe, Rome, 1992.
- «La parole et le geste selon Lc 24, 13-35» // Nouvelles de Saint-Serge, 1997.
- Предисловие // Лекции по новому завету епископа Кассиана (Безобразова), Presses Saint-Serge, Paris, 2006.
- Православный Свято-Сергиевский богословский институт : [арх. 21 октября 2022] // Полупроводники — Пустыня [Электронный ресурс]. — 2015. — (Большая российская энциклопедия : [в 35 т.] / гл. ред. Ю. С. Осипов ; 2004—2017, т. 27). — ISBN 978-5-85270-364-4.

книги
- «Les Paroles et les images comme symbole de benediction et de sanctification d’apres l’Evangile de saint Jean, ch. 12 а 17: leur dimension liturgique», Conferences Saint-Serge, Rome, 1987.
- «La conversion de saint Paul, un exemple de conversion d’apres la predication apostolique et sa reception dans la liturgie», Conferences Saint-Serge, Rome, 1988.
- «L’homme et le sacrifice cultuel de la Nouvelle Alliance», Conferences Saint-Serge, Rome, 1989.
- «Le fondement de la mystagogie dans l’Eglise apostolique», Conferences Saint-Serge, Rome, 1992.
- «Les fondements bibliques de l’office byzantin du mariage», Conferences Saint-Serge, Rome, 1993.
- «L’Eucharistie et la multiplication des pains», Conferences Saint-Serge, Rome, 1994.
- «Le terme neotestamentaire de cheirotonia et sa reception par la tradition liturgique byzantine», Conferences Saint-Serge, Rome, 1995.
- «Cosmos et liturgie selon le langage de l’Apocalypse de Jean», Conferences Saint-Serge, Rome, 1997.
- Проблематика Геннадиевской Библии в свете современной экзегетики. expose tenu а Moscou, 1999.
- «L’Eglise selon le Nouveau Testament et la tradition de l’Eglise des premiers trois siecles», Paris, 2000.
- «La narratologie liturgique byzantine selon les pericopes dominicales du Grand Careme de l’Evangile de saint Marc», Conferences Saint-Serge, Rome, 2001.
- «Les offices byzantins de la Passion, interpretes de la polemique du Christ avec les Juifs dans l’Evangile de saint Jean», Conferences Saint-Serge, Rome, 2002.
- «Mgr Cassien (Besobrasoff): la contribution des professeurs de l’Institut Saint-Serge aux etudes bibliques», Colloque scientifique international а l’occasion du 80e anniversaire de l’Institut Saint-Serge, 2005.
- «L’experience de la grace d’apres l’Evangile de saint Jean et la tradition ascetique orthodoxe», Buisson Ardent, Cahiers Saint-Silouane l’Athonite, 2006.
- «Saint Nikodeme l’Hagiorite (1749—1809) et Saint Paisij Velichkovsky (1722—1794)», Crete, Hagios Nicolaos, 2006.
- «La reception de la Parole de Dieu dans la tradition orthodoxe: spiritualite et solidarite», expose donne а Nice, 2007.
- «Commentaire sur Marc I, 21-34, en particulier sur la souffrance», dans le cadre de «La semaine de la Bible», Paris, 2007.
- «La Trinite selon le Nouveau Testament: l’Evangile de saint Jean», Paris, 2007.

интервью
- Протоиерей Николай Чернокрак: Жизнь на Западе придает нам оригинальность // patriarchia.ru, 19 октября 2010
- «"Все они верили, что придет день Господень, день встречи с Россией, и этот день пришёл…». Из беседы с деканом Свято-Сергиевского богословского института в Париже протоиереем Николаем Чернокраком // ДУХОВНО-НРАВСТВЕННОЕ ВОСПИТАНИЕ. 2015. — № 4. — С. 13-15